# Сикст II
Сикст II (на гръцки: Ξυστος) е римски папа от 30 август 257 г. до 6 август 258 г.
Католическата църква почита паметта му на 7 август.